# Wasserkraftwerk Ohrnberg
Das Wasserkraftwerk Ohrnberg ist ein Kraftwerk am Kocher im zur Stadt Öhringen gehörenden Ort Ohrnberg.

## Geschichte
Der Bau des Kraftwerks begann 1922, die Inbetriebnahme erfolgte 1924.

## Technik
Das Wasserkraftwerk wurde bei seinem Bau mit einer Francis-Zwillingsturbine und einer Francis-Zweifachturbine ausgestattet. In den Jahren 2004 bis 2006 wurden die beiden alten Turbinen durch Francis-Schachtturbinen ersetzt.
Das Kraftwerk ist ein sogenanntes Ausleitungskraftwerk. Das Wasser wird vom Wehr in Sindringen über einen 4,2 km langen Kanal zum Stausee Ohrnberg im heutigen Naturschutzgebiet Vogelhalde Sindringen–Ohrnberg geleitet. Vom Stausee aus fließt das Wasser in einem rund 1,1 km langen Stollen durch den Bergrücken zum zwischen Ohrnberg und Möglingen liegenden Kraftwerk. Durch den Stollen wird ein Nutzgefälle von 8,5 bis 11,2 m erreicht.

## Galerie

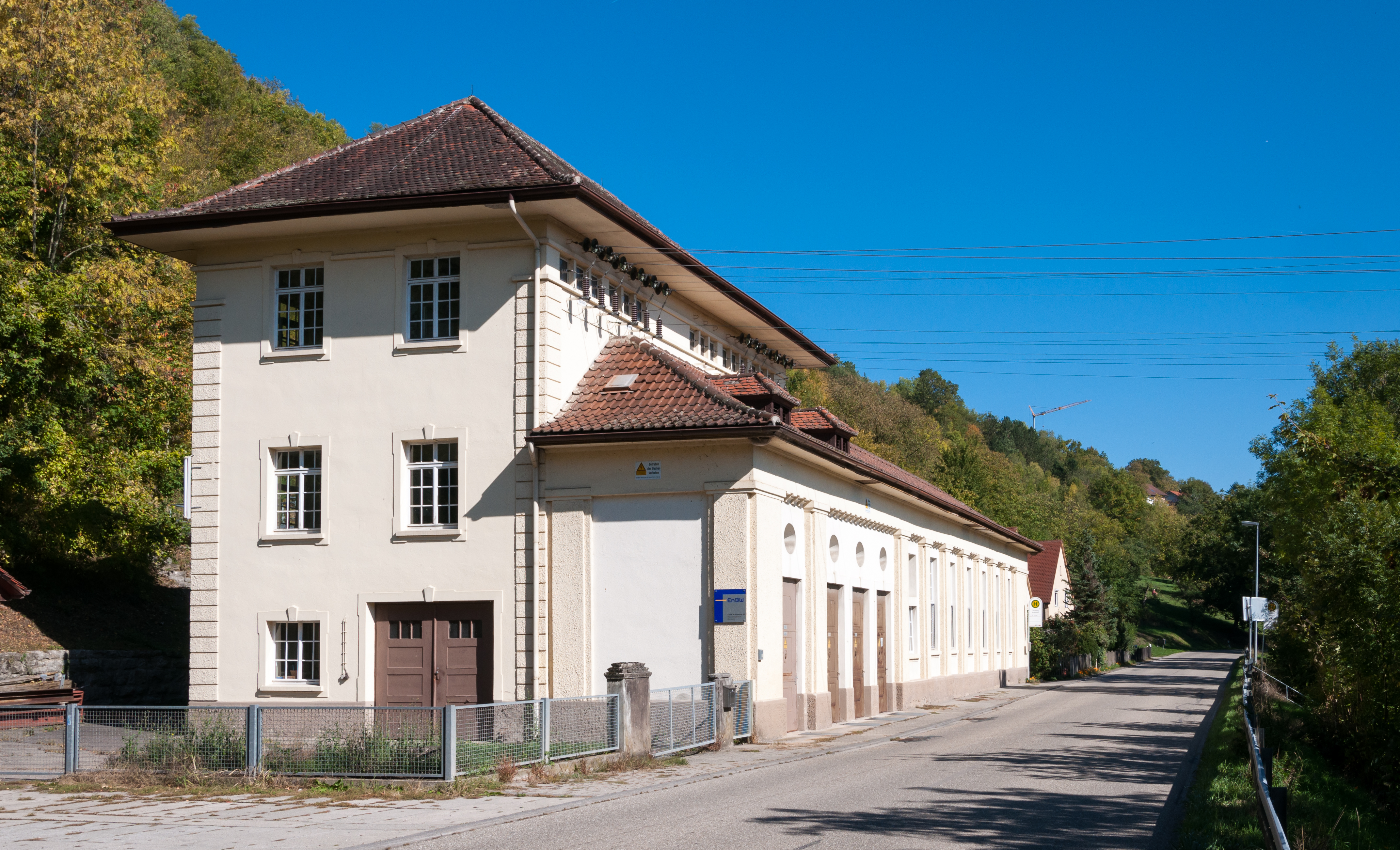
Westansicht
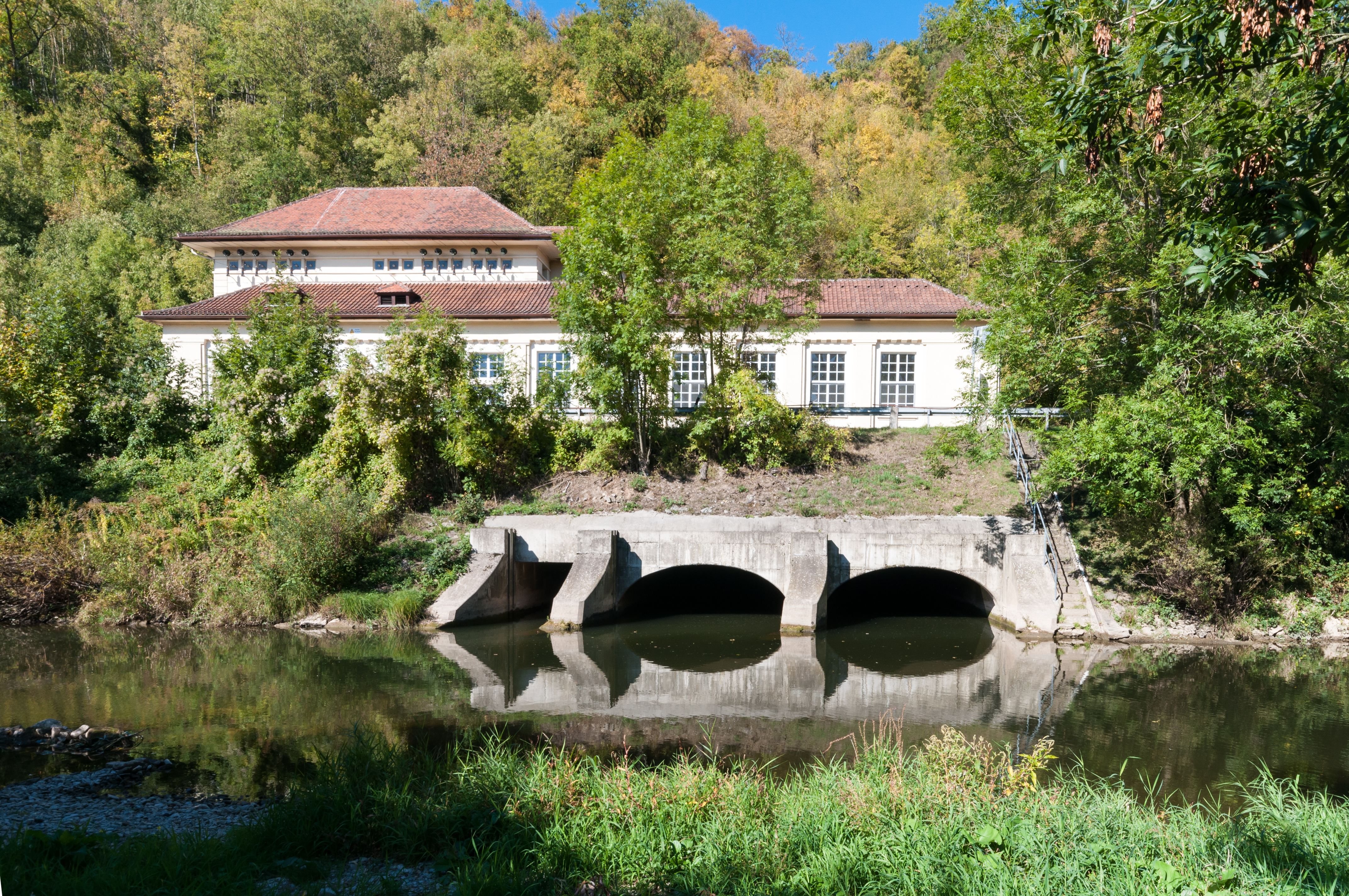
Südansicht mit Unterwasseraustritt
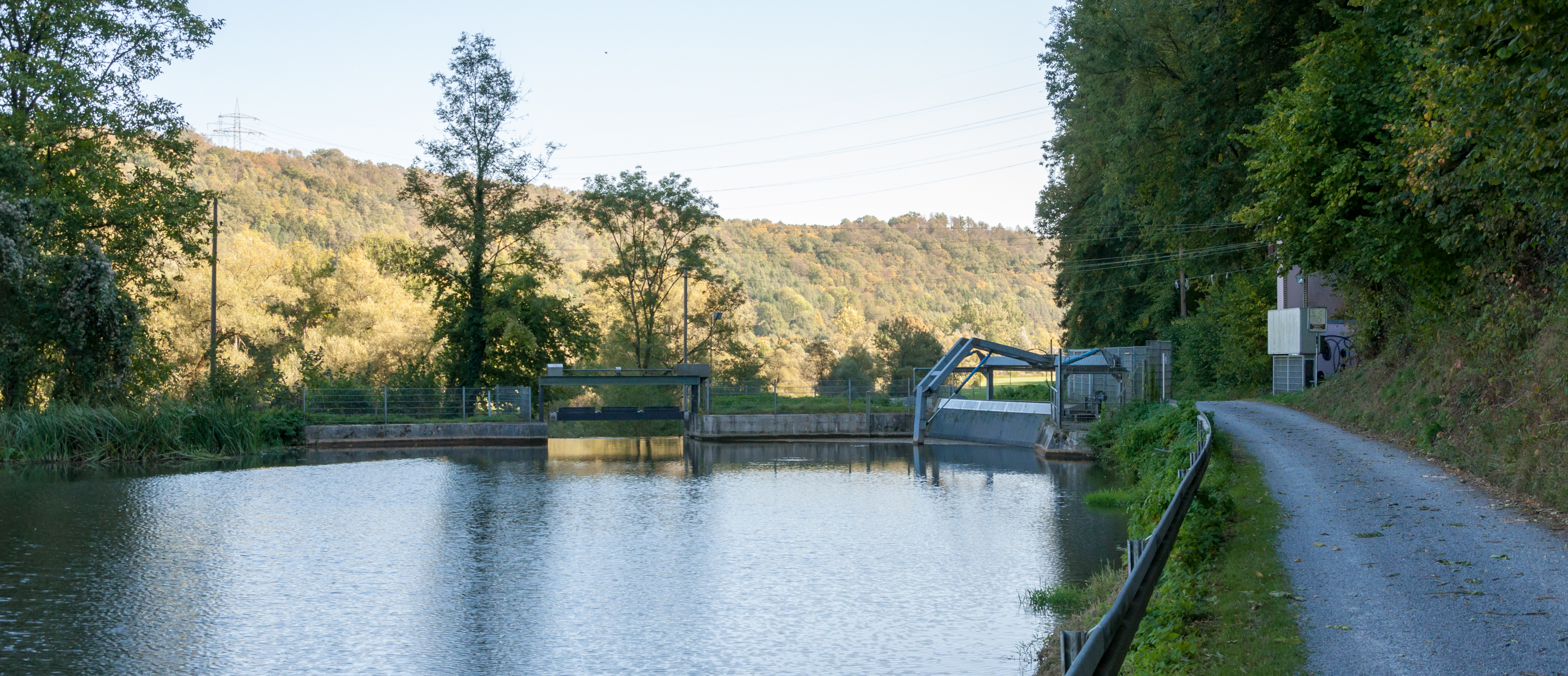
Stausee Vogelhalde
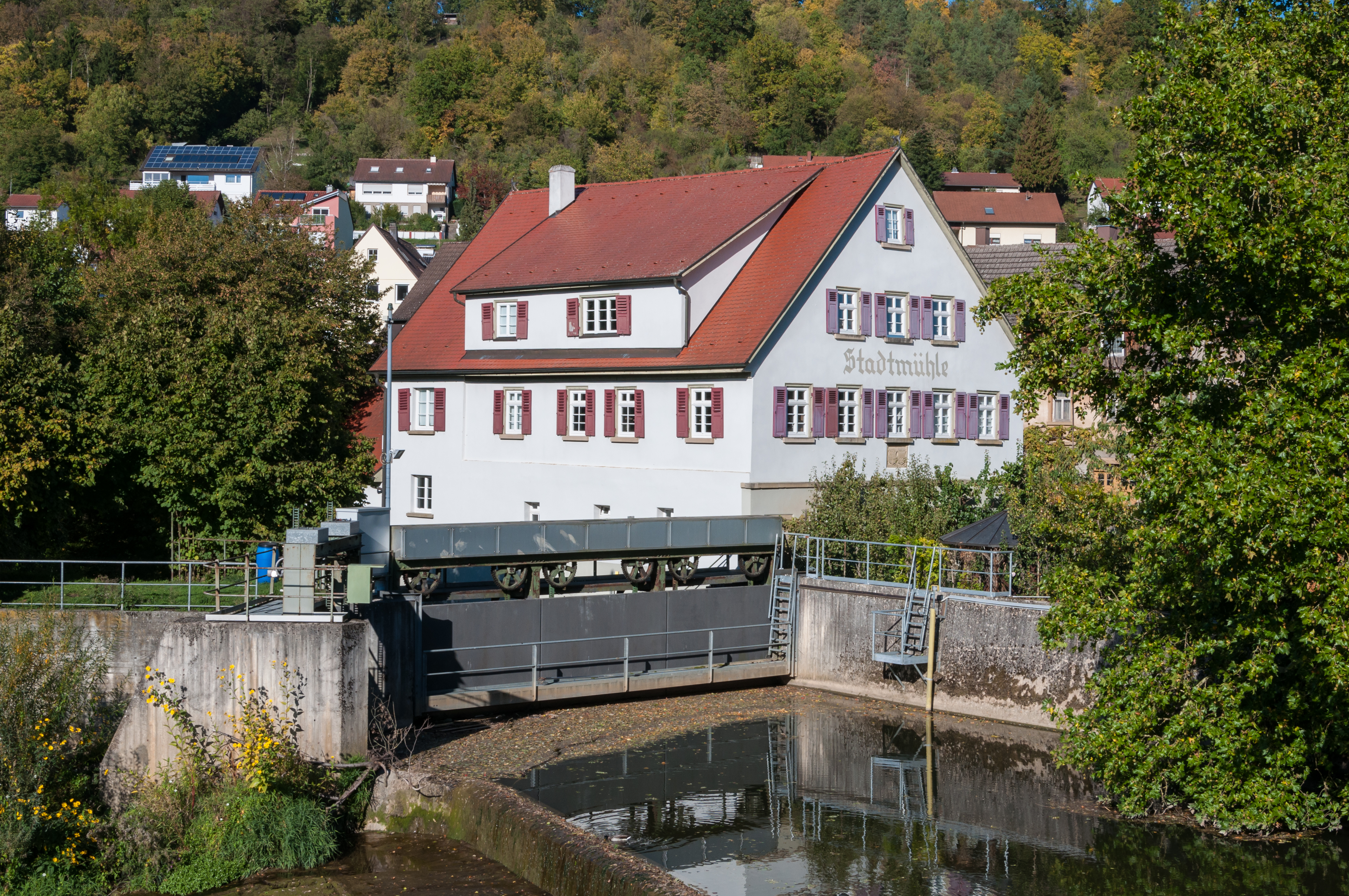
Wehr in Sindringen